# Tiraspol
Tiraspol (russisk:Тираспољ) er en by i det sydøstlige Moldova, der med et indbyggertal på 133.807(2014) indbyggere er landets næststørste by. Byen ligger ved bredden af floden Dnestr og blev grundlagt i 1792.
Tiraspol er de facto hovedstad i Transnistrien.